# Кантон Санкт Гален
Кантон Санкт Гален (скраћеница SG) је кантон у североисточном делу Швајцарске. Главни град и највеће насеље кантона је истоимени град Санкт Гален.

## Природне одлике
Кантон Санкт Гален је један од већих у држави. На северу кантон излази на Боденско језеро, а на југу Циришко и Валенско језеро. На истоку је долина реке Рајна, а на другој страни реке је аустријска провинција Форарлберг и Лихтенштајн. Кантони Апенцел Инероден и Апенцел Аусероден су енклаве унутар подручја Сент Галена. Већи део кантона је под брдима и нижим планинама из ланца Алпа, тзв. Апенцелски и Гларуски Алпи. Четвртина територије је под шумом, а половина под пашњацима. Највиши врх је на 3.248 метара. Површина кантона је 2.026 km².

## Историја
Историјски, Санкт Гален је било подручје под влашћу обласног манастира у Санкт Галену. Манастир је основан 720. године. Манастир је секуларизован 1798. године.
Мада је подручје манастире било везано за стару швајцарску конфедерацију више векова, дато подручје, данашњи кантон, се придружио Швајцарској тек 1803. године.
1890. године кантон је добио устав.

## Окрузи
1. Рајнска долина - седиште Алтштетен,
2. Роршах - седиште Роршах,
3. Зарганска област - седиште Зарганс,
4. Зе-Гастер - седиште Раперсвил-Јона,
5. Санкт Гален - седиште Санкт Гален,
6. Тогенбург - седиште Лихтенштајг,
7. Верденберг - седиште Бухс,
8. Вил - седиште Вил.

## Становништво и насеља
Кантон Санкт Гален је имао близу 480 хиљада становника 2010. г.
У кантону Санкт Гален се говори немачки језик (88%), који је и једини званични. Становништво је углавном римокатоличко (52%) са значајном протестантском мањином (26%).
Највећи градови су:
- Санкт Гален, 71.000 ст. - главни град кантона
- Раперсвил-Јона, 26.000 становника.
- Вил, 17.000 становника.
- Госау, 17.000 становника.

## Привреда
Главне привредне гране су сточарство, воћарство и индустрија (оптика, хемија).

## Галерија слика
- Манастир у Санкт Галену, седишту кантона
- Долина Рајне између Санкт Галена и Лихтенштајна
- Река Тур у кантону
- Град Раперсвил-Јона на Циришком језеру